# 中井養三郎
中井 養三郎（なかい ようざぶろう、1864年 - 1934年）は、現在の鳥取県倉吉市出身で、島根県周吉郡西郷町（現在の隠岐の島町）を拠点とした漁業者。

## 生涯

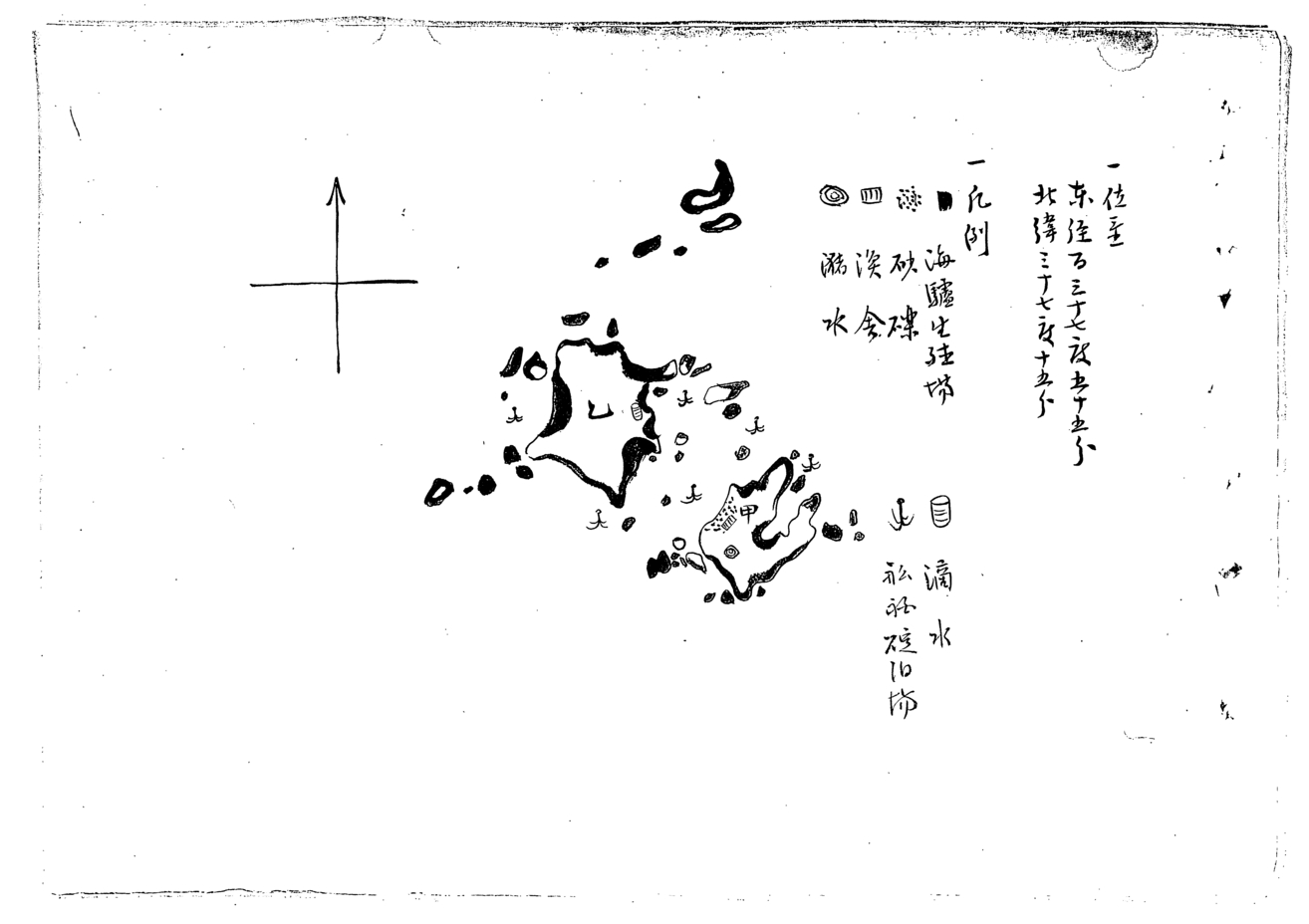
中井が『りゃんこ島領土編入並に貸下願』に描いた竹島図

1864年、伯耆国久米郡中河原村（鳥取県東伯郡小鴨村大字中河原を経て、現:倉吉市中河原）にて、醸造業者の家に生まれる。
竹島で、潜水器を使ってナマコやアワビをとる漁業に携わったが、自著『事業経営概要』の中で、「本島は鬱陵島に付属して韓国の所領なりと思はるるを以って、将に韓国統監府に就て為す所あらん」と記述し、中井から直接話を聞いた奥原碧雲も、『竹島及鬱陵島』（1907年）において「リャンコ島を以って朝鮮の領土と信じ、同国政府に貸下請願の決心を起こし」と記述している。
1903年（明治36年）、竹島に小屋を建てる。1904年（明治37年）には、海軍省の肝付兼行の指示で、「りゃんこ島領土編入並に貸下願」を大韓帝国政府ではなく日本国政府に提出し、竹島の貸下げを内務省、外務省、農商務省の三省に願い出たが、一旦は却下された。その理由について中井は同著において、「此の時局に際し、韓国領地の疑いある漠荒たる一個不毛の岩礁を収めて、環境の諸外国に我が国の韓国併合の野心あることの疑いを大ならしむるは、利益の極めて小なるに反して、事体決して容易ならず」と述べている。
日露戦争が勃発し、竹島の持つ軍事上の重要性に気付いた日本政府は、一転して同年9月29日に嘆願書を受理し、翌1905年1月28日の閣議決定により、日本政府は竹島の領土編入を宣言した。
1934年、死去する。